# Lista de episódios de Sense8
Essa é uma lista dos episódios de Sense8, uma websérie estadunidense de ficção dramática dirigida, escrita e produzida por Lilly e Lana Wachowski e por J. Michael Straczynski. A primeira temporada, com doze episódios, foi produzida e lançada pelo serviço de streaming Netflix em 5 de junho de 2015. A segunda temporada foi dividida em três partes, o primeiro episódio foi exibido como um especial de Natal, em 23 de dezembro de 2016, a segunda parte entrou no catálogo em 5 de maio de 2017 e o episódio final em 8 de junho de 2018.

## Resumo
| Temporada | Temporada | Episódios | Episódios          | Estreia original       |
| --------- | --------- | --------- | ------------------ | ---------------------- |
|           | 1         | 12        | 12                 | 5 de junho de 2015     |
|           | 2         | 12        | 1                  | 23 de dezembro de 2016 |
| 10        | 2         | 12        | 5 de maio de 2017  |                        |
| 1         | 2         | 12        | 8 de junho de 2018 |                        |